# برنارد أليسون
برنارد أليسون (بالإنجليزية: Bernard Allison)‏ هو موسيقي ومغني وكاتب أغاني وعازف قيثارة أمريكي، ولد في 26 نوفمبر 1965 في شيكاغو في الولايات المتحدة.

## وصلات خارجية
- الموقع الرسمي
- برنارد أليسون على موقع ميوزك برينز (الإنجليزية)
- برنارد أليسون على موقع أول ميوزيك (الإنجليزية)
- برنارد أليسون على موقع ديسكوغز (الإنجليزية)